# 黑尔纳尔斯
黑尔纳尔斯（Hernals）是维也纳的第十七区，位于该市西北部，介于环行路与维也纳森林之间。。该区成立于1892年。传统上主要是工人住宅区。在二战结束的1945年4月，苏联军队占领了维也纳。同年9月，该区改为美国占领，直到1955年。

区徽
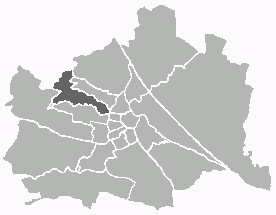
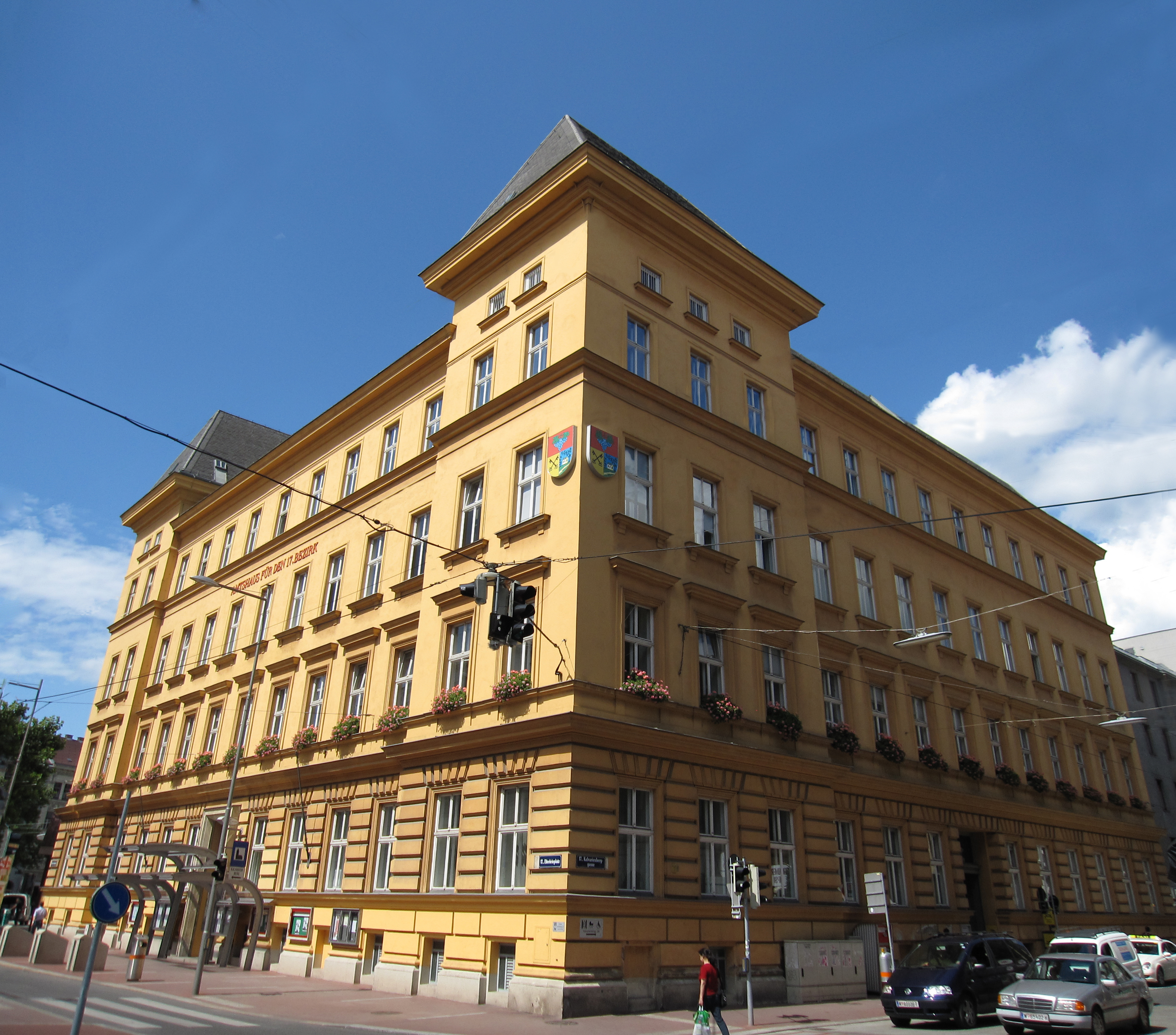
District Office
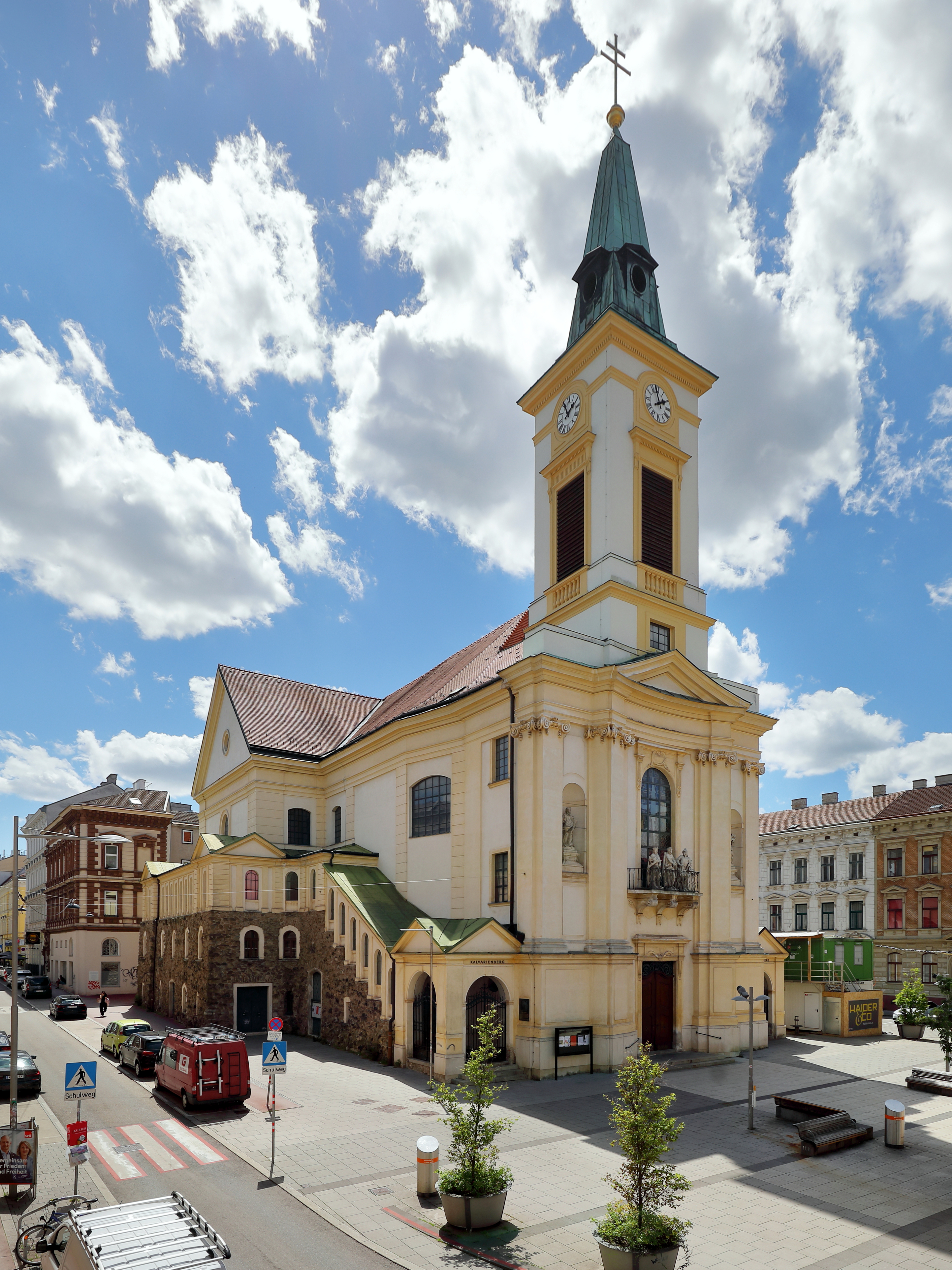
Kalvarienbergkirche
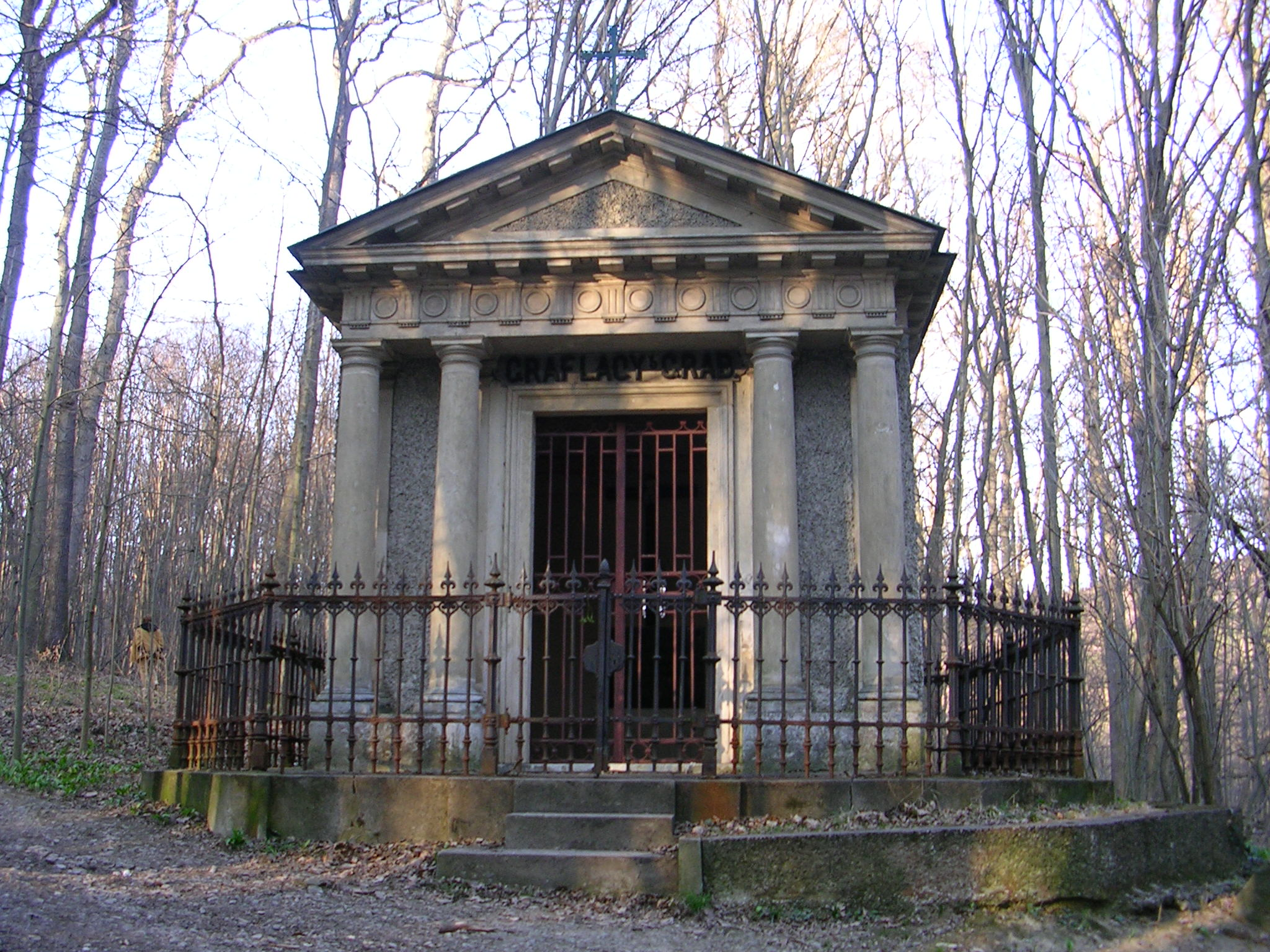